# Ligne 1 du tramway d'Avignon

La ligne 1 du tramway d'Avignon, plus simplement nommée T1, est une ligne du tramway d'Avignon exploitée par le réseau Orizo.
Cette ligne est inaugurée le 19 octobre 2019  entre Saint-Chamand - Plaine des Sports et Saint-Roch - Université des Métiers.

## Travaux

### 1rephase: octobre 2016 à avril 2017
Le 17 octobre 2016, les travaux de construction de la ligne T1 sont officiellement lancés, entraînant de nombreuses contraintes pour les riverains telle que notamment la fermeture totale des avenues Saint-Ruf et Tarascon.
La première phase a inclus les rénovations et déviations de réseaux souterrains devant être déplacés de l'emprise du tramway, elle prit fin le 4 avril 2017.

### 2dephase: mai 2017 à décembre 2018
La seconde phase a inclus la construction des voies, des lignes aériennes et des aménagements urbains, elle prit fin en décembre 2018.

### 3ephase: janvier à septembre 2019
La dernière phase de construction consiste à essayer le matériel roulant et à former les conducteurs, elle a démarré en janvier 2019.
La première rame est arrivée au Centre de Maintenance du Tramway à Avignon le 13 décembre 2018. Les essais ont commencé le lundi 7 janvier 2019 à 14 heures. La première rame a circulé dans la ville pour la première fois depuis 87 ans.

## La ligne
Elle compte 10 stations et fait correspondance avec les lignes Chron'hop aux stations Gare Centre - République (ligne C2) et Saint-Chamand - Plaine des Sports (ligne C3).
| Ligne | Caractéristiques | Caractéristiques                                                        | Caractéristiques                                                        | Caractéristiques                                                        | Caractéristiques                                                        | Caractéristiques                                                        | Caractéristiques                                                        | Caractéristiques                                                        | Caractéristiques                                                        |
| T1    | Ligne T1 | Ligne T1                                                                | Ligne T1                                                                | Ligne T1                                                                | Ligne T1                                                                | Ligne T1                                                                | Ligne T1                                                                | Ligne T1                                                                | Ligne T1                                                                |
| T1    | Saint-Roch - Université des Métiers ⥋ Saint-Chamand - Plaine des Sports | Saint-Roch - Université des Métiers ⥋ Saint-Chamand - Plaine des Sports | Saint-Roch - Université des Métiers ⥋ Saint-Chamand - Plaine des Sports | Saint-Roch - Université des Métiers ⥋ Saint-Chamand - Plaine des Sports | Saint-Roch - Université des Métiers ⥋ Saint-Chamand - Plaine des Sports | Saint-Roch - Université des Métiers ⥋ Saint-Chamand - Plaine des Sports | Saint-Roch - Université des Métiers ⥋ Saint-Chamand - Plaine des Sports | Saint-Roch - Université des Métiers ⥋ Saint-Chamand - Plaine des Sports | Saint-Roch - Université des Métiers ⥋ Saint-Chamand - Plaine des Sports |
| ----- | --- | ----------------------------------------------------------------------- | ----------------------------------------------------------------------- | ----------------------------------------------------------------------- | ----------------------------------------------------------------------- | ----------------------------------------------------------------------- | ----------------------------------------------------------------------- | ----------------------------------------------------------------------- | ----------------------------------------------------------------------- |
| T1    | Ouverture / Fermeture 19 octobre 2019 / — | Longueur 5,200 km                                                       | Durée 17 min                                                            | Nb. d’arrêts 10                                                         | Matériel Alstom Citadis Compact                                         | Jours de fonctionnement L, Ma, Me, J, V, S, D                           | Jour / Soir / Nuit / Fêtes O / O / O / O                                | Voy. / an 3 millions                                                    | CDEM Saint-Chamand                                                      |
| T1    | Desserte : Avignon |                                                                         |                                                                         |                                                                         |                                                                         |                                                                         |                                                                         |                                                                         |                                                                         |
| T1    | Autre : Fréquence de 4 minutes entre chaque rame en heure de pointe (07h30-09h30 et 16h30-18h30). Desserte d'un parc-relais à la station Saint-Chamand - Plaine des Sports (en travaux). |                                                                         |                                                                         |                                                                         |                                                                         |                                                                         |                                                                         |                                                                         |                                                                         |
| T1    | Dernière actualisation : — |                                                                         |                                                                         |                                                                         |                                                                         |                                                                         |                                                                         |                                                                         |                                                                         |

### Tracé
La ligne présente une forme générale en « Z » en commençant son trajet au centre d'Avignon.
| Liste des stations de la ligne T1 | Liste des stations de la ligne T1 | Liste des stations de la ligne T1 | Liste des stations de la ligne T1 | Liste des stations de la ligne T1 | Liste des stations de la ligne T1   | Liste des stations de la ligne T1                                |
|                                   |                                   |                                   | Station                           | Coordonnées                       | Adresse et commune                  | Correspondance(s)                                                |
| --------------------------------- | --------------------------------- | --------------------------------- | --------------------------------- | --------------------------------- | ----------------------------------- | ---------------------------------------------------------------- |
|                                   | •                                 |                                   | Gare Centre-République            | 43° 56′ 33″ N, 4° 48′ 21″ E       | Boulevard Saint-Roch, Avignon       | C2 4 5 6 9 7 11 CZen-Rep Vélopop' (Jaurès) Gare d'Avignon-Centre |
|                                   | •                                 |                                   | Arrousaire-Saint-Ruf              | 43° 56′ 26″ N, 4° 48′ 34″ E       | Avenue Saint-Ruf, Avignon           |                                                                  |
|                                   | •                                 |                                   | Place Saint-Ruf                   | 43° 56′ 11″ N, 4° 48′ 36″ E       | Avenue Saint-Ruf, Avignon           | Vélopop' (Place Saint-Ruf)                                       |
|                                   | •                                 |                                   | Jouveau-Stade Baizet              | 43° 55′ 54″ N, 4° 48′ 34″ E       | Avenue de Tarascon, Avignon         |                                                                  |
|                                   | •                                 |                                   | Olivades                          | 43° 55′ 43″ N, 4° 48′ 47″ E       | Rocade Charles de Gaulle, Avignon   | 30                                                               |
|                                   | •                                 |                                   | Trillade-Médiathèque              | 43° 55′ 45″ N, 4° 49′ 11″ E       | Rocade Charles de Gaulle, Avignon   | 6 30                                                             |
|                                   | •                                 |                                   | Les Sources                       | 43° 55′ 51″ N, 4° 49′ 33″ E       | Rocade Charles de Gaulle, Avignon   | 30 Vélopop' (Les Sources)                                        |
|                                   | •                                 |                                   | Barbière-Cap Sud                  | 43° 55′ 49″ N, 4° 50′ 02″ E       | Avenue Richelieu, Avignon           |                                                                  |
|                                   | ■                                 |                                   | Saint-Chamand-Plaine des Sports   | 43° 55′ 50″ N, 4° 50′ 27″ E       | Avenue Pierre de Coubertin, Avignon | C3 6 12 14 22 30 Vélopop' (Saint-Chamand)                        |

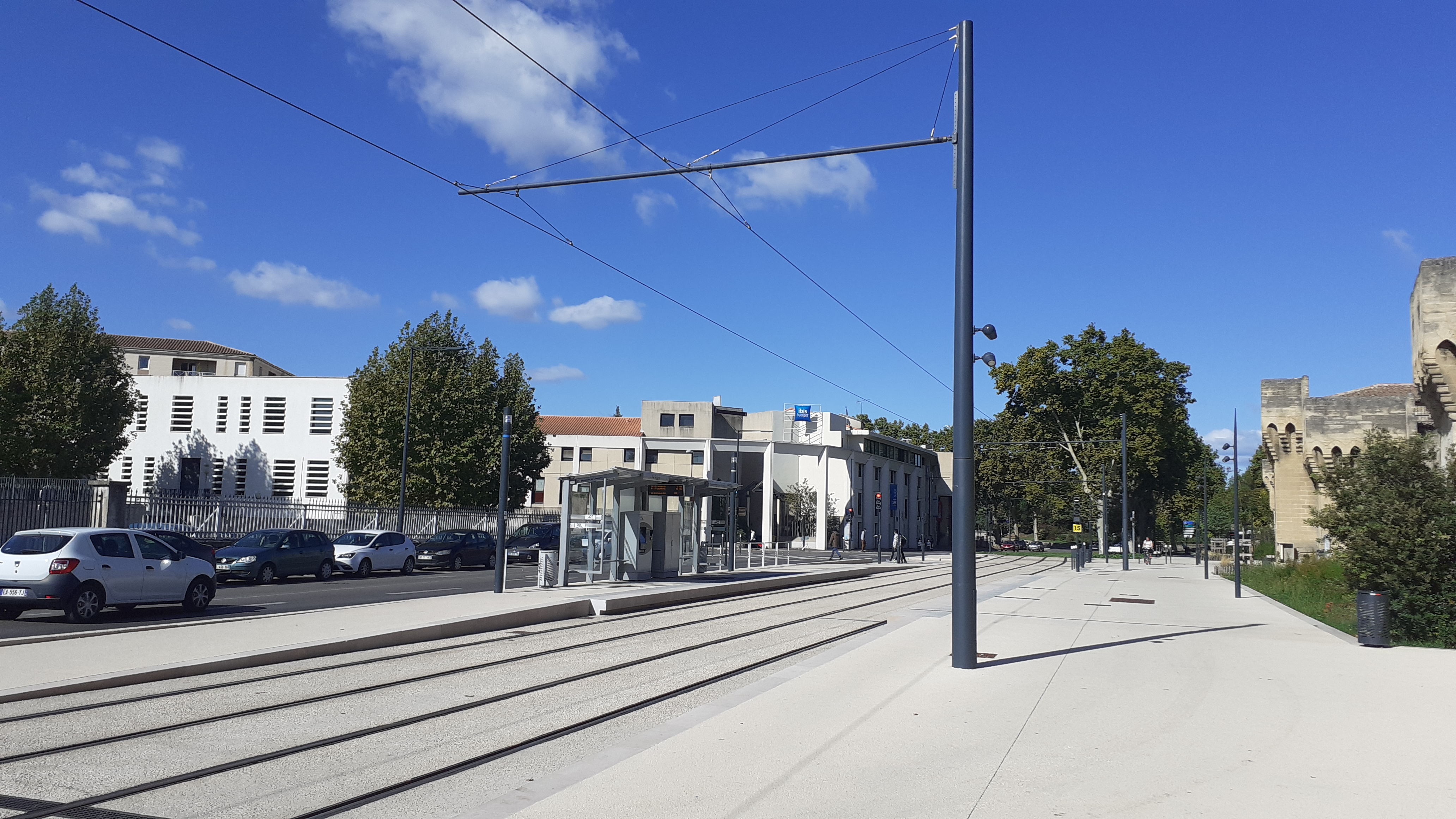
La station-terminus Saint-Roch - Université des Métiers.
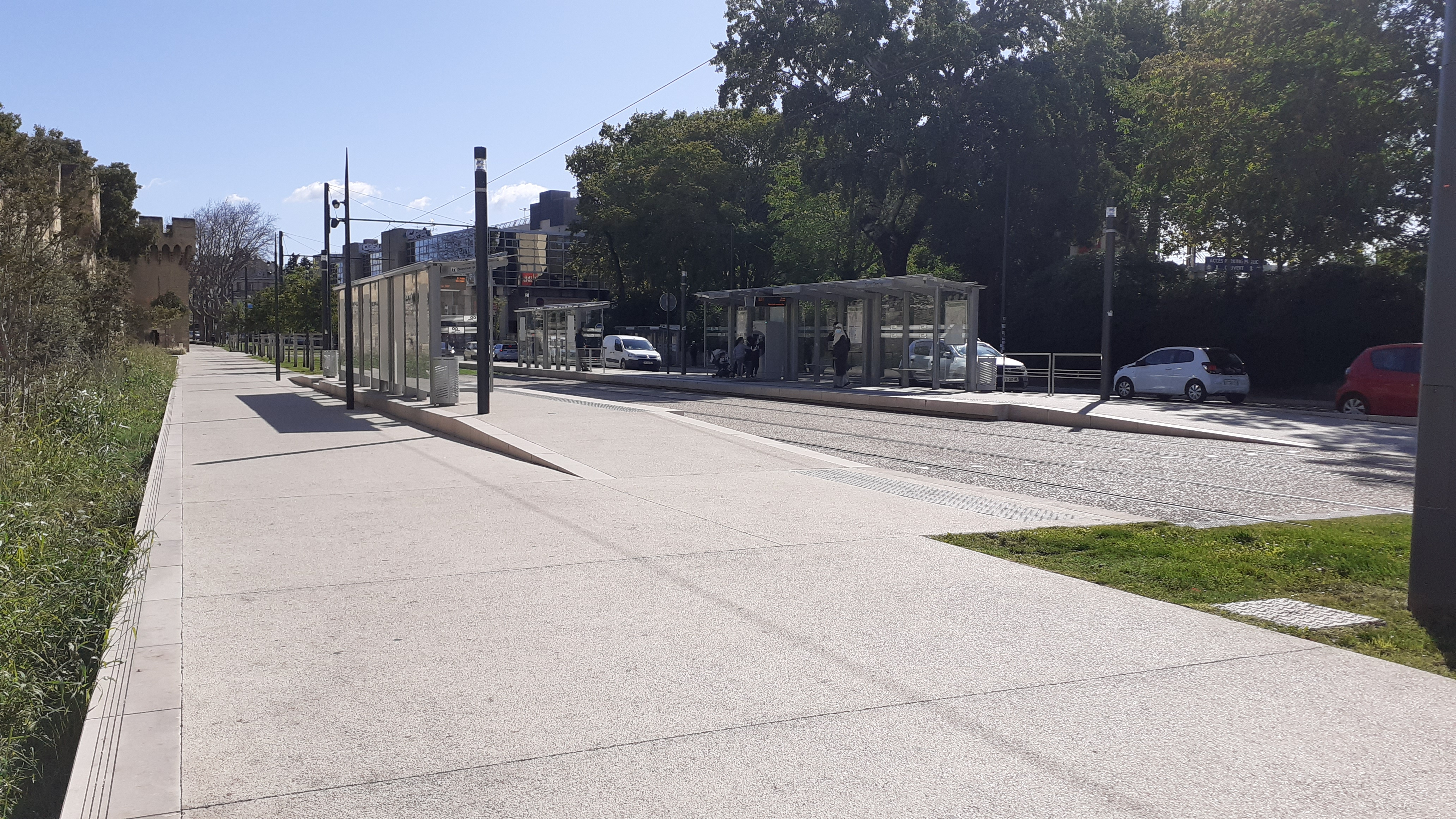
La station Gare Centre - République.
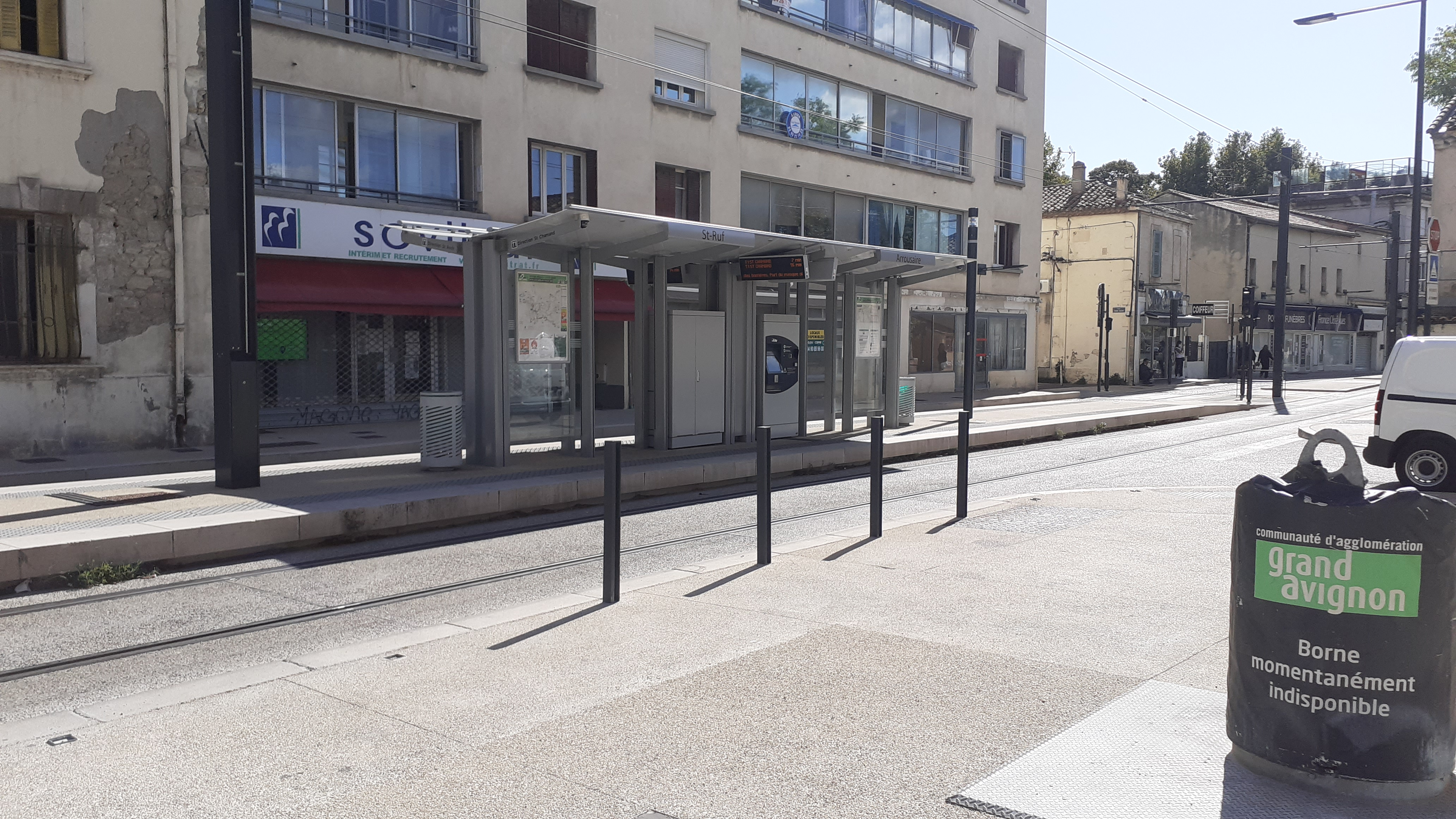
Le quai unique de la station Arroussaire - Saint-Ruf.
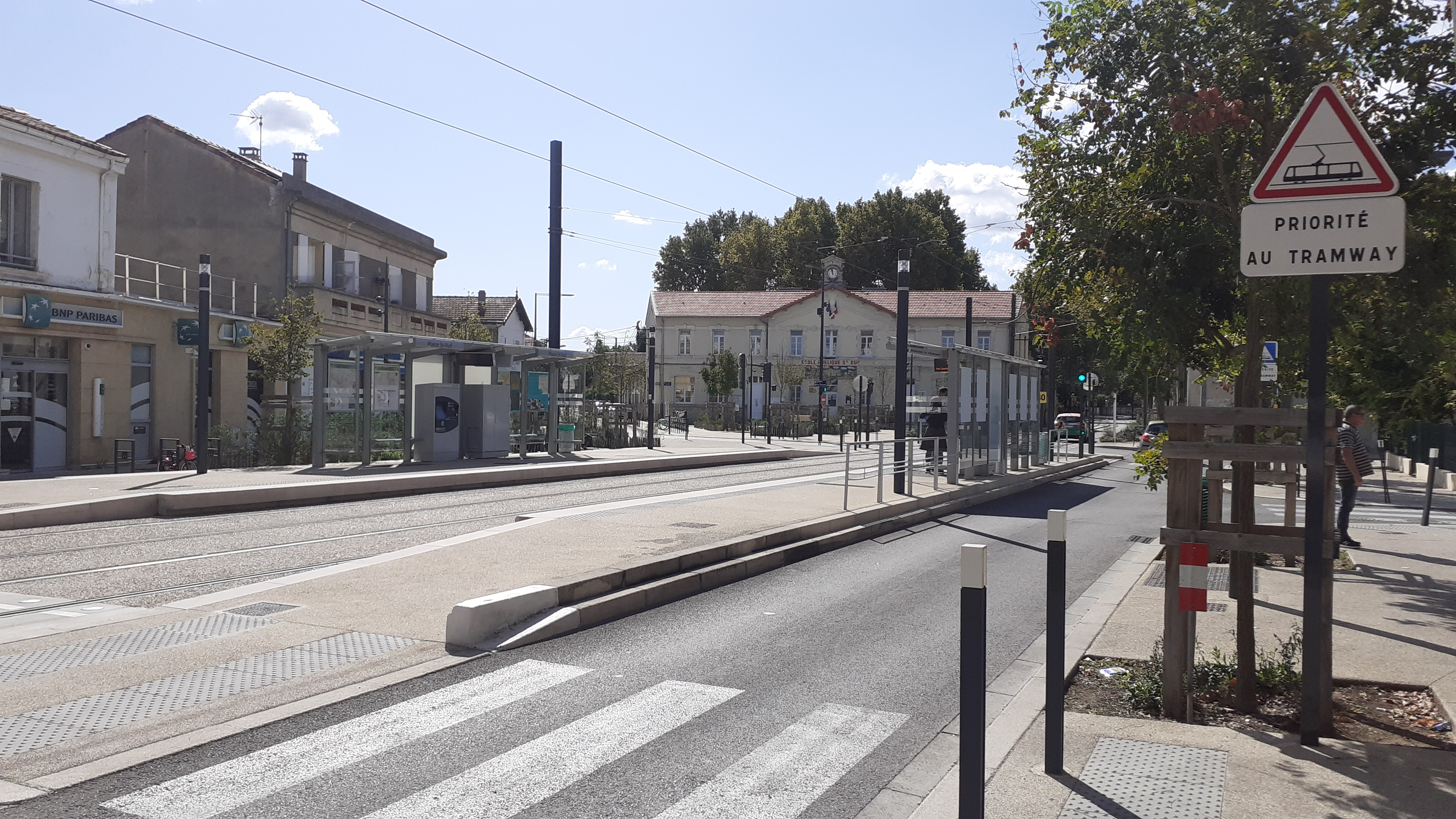
La station Place Saint-Ruf.
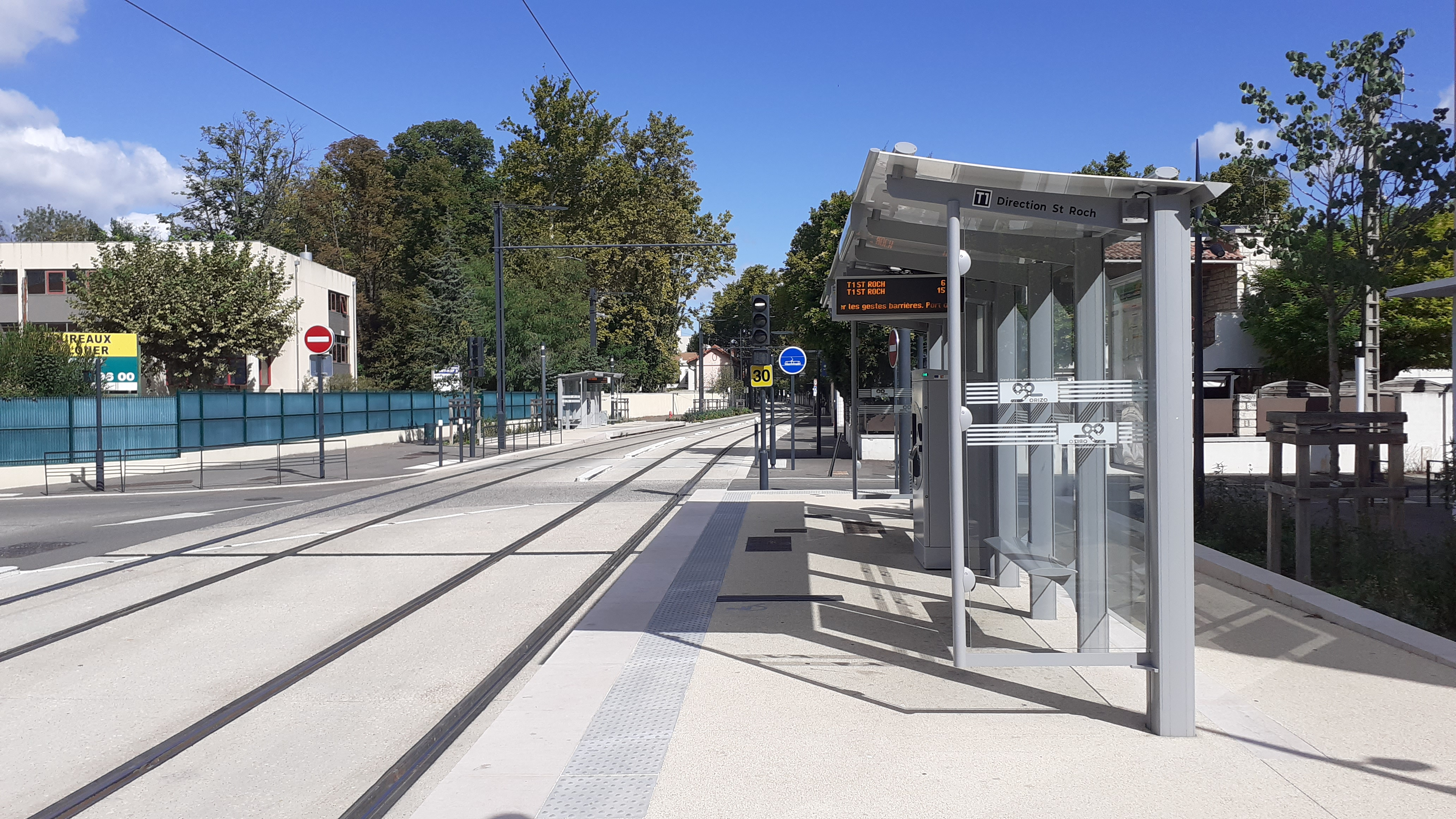
Les quais décalés de la station Jouveau - Stade Pierre Baizet
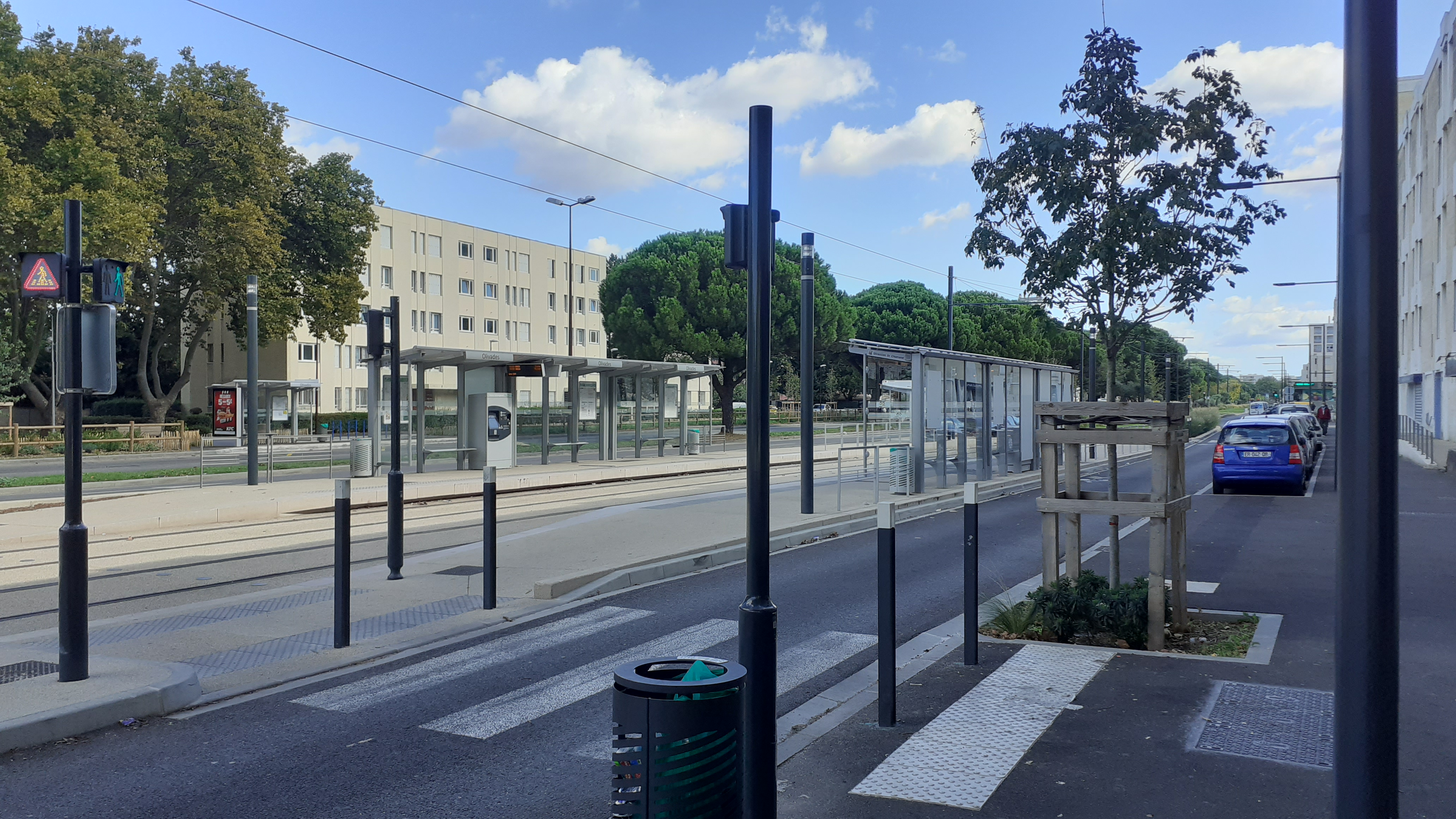
La station Olivades.
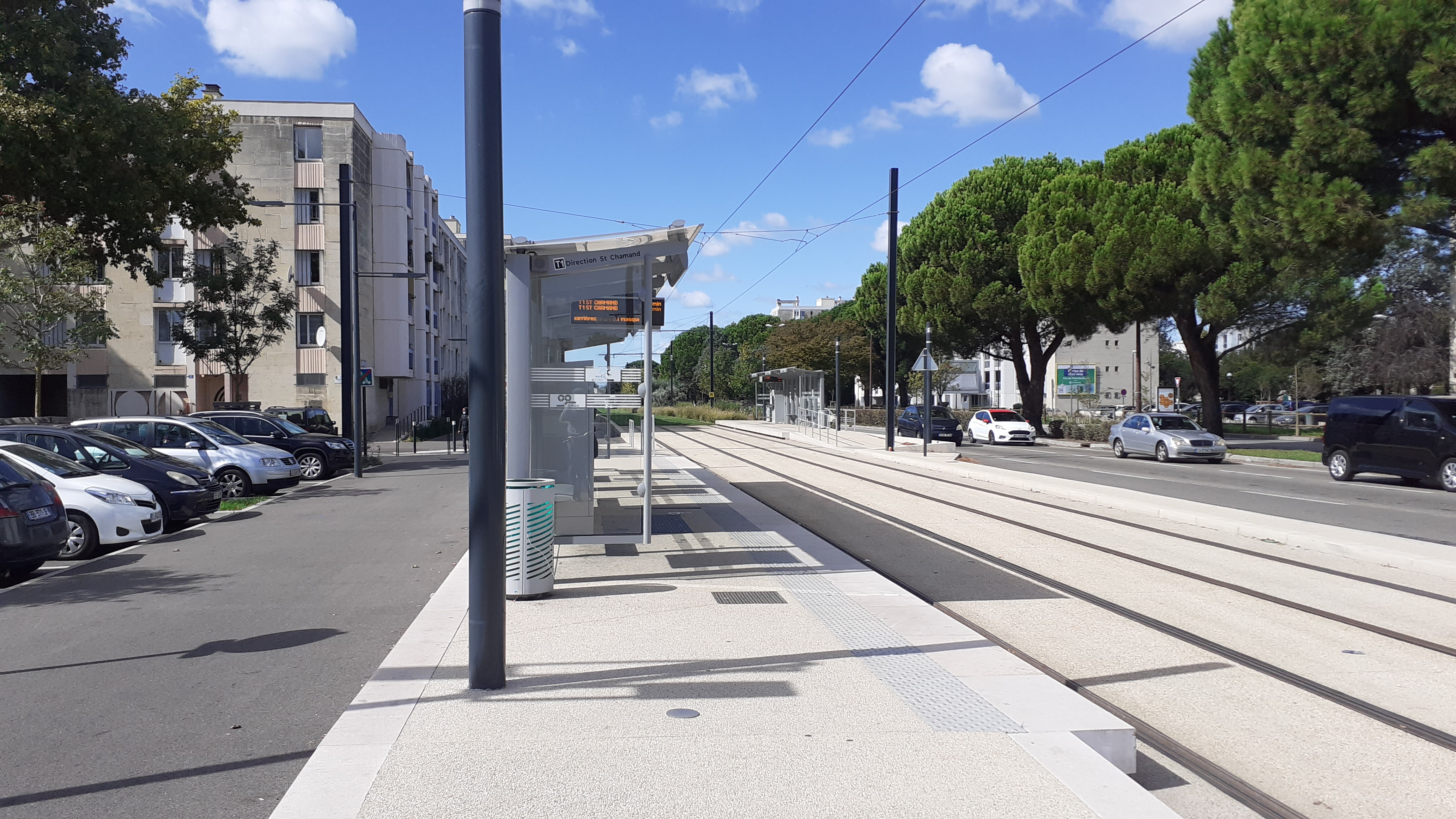
Les quais décalés de la station Trillades - Médiathèque.
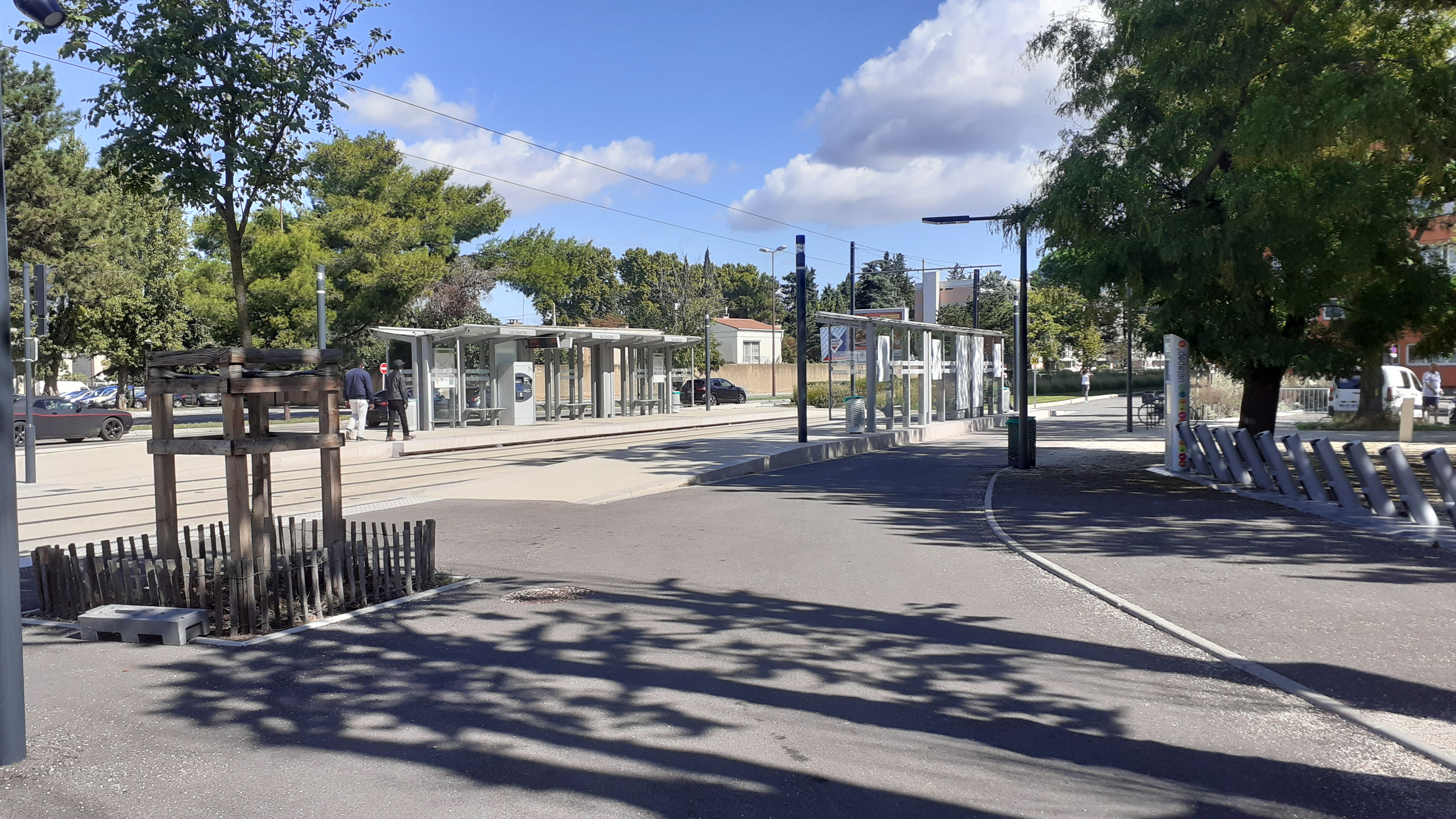
La station Les Sources.
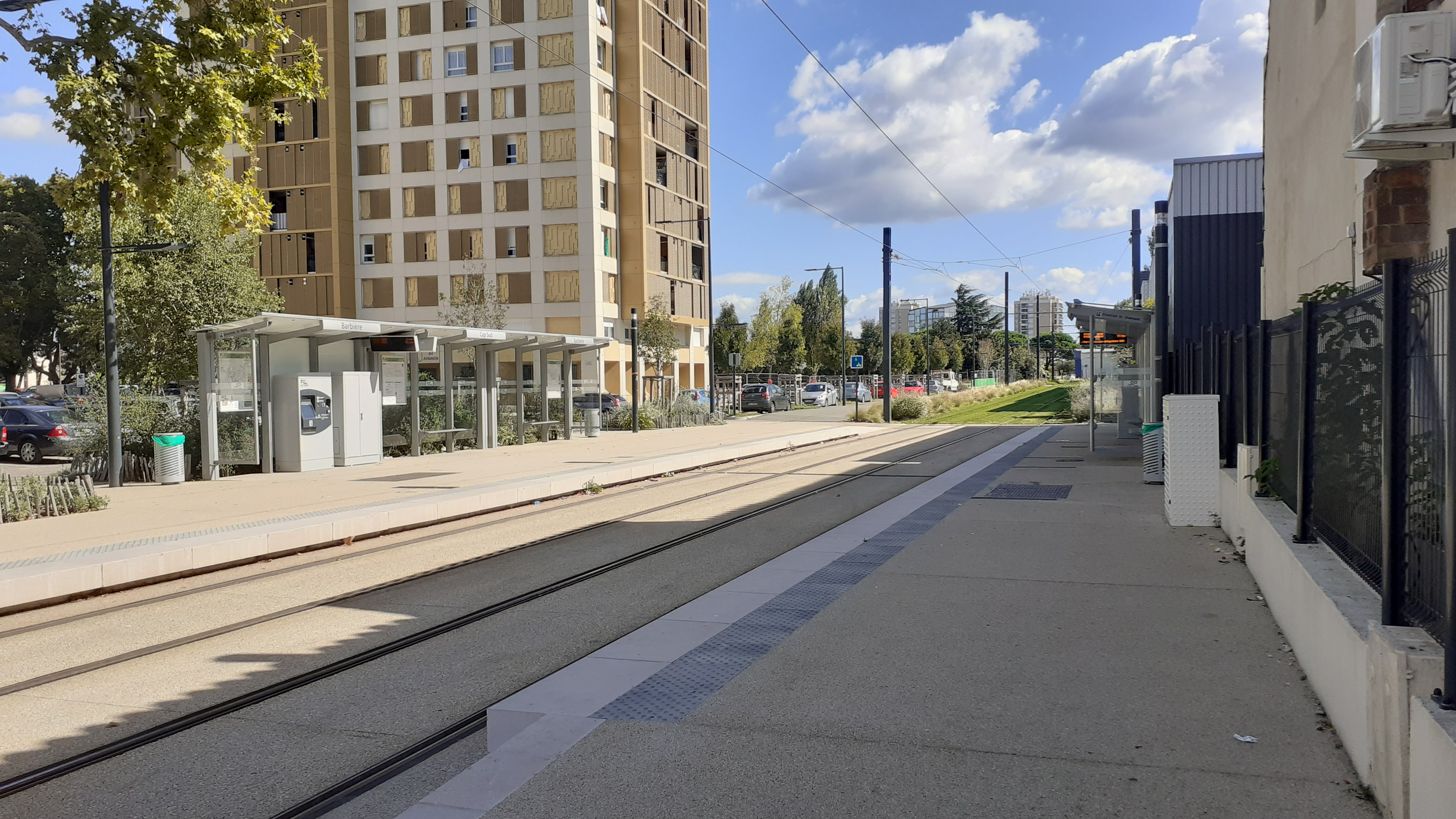
La station Barbière - Cap-Sud.
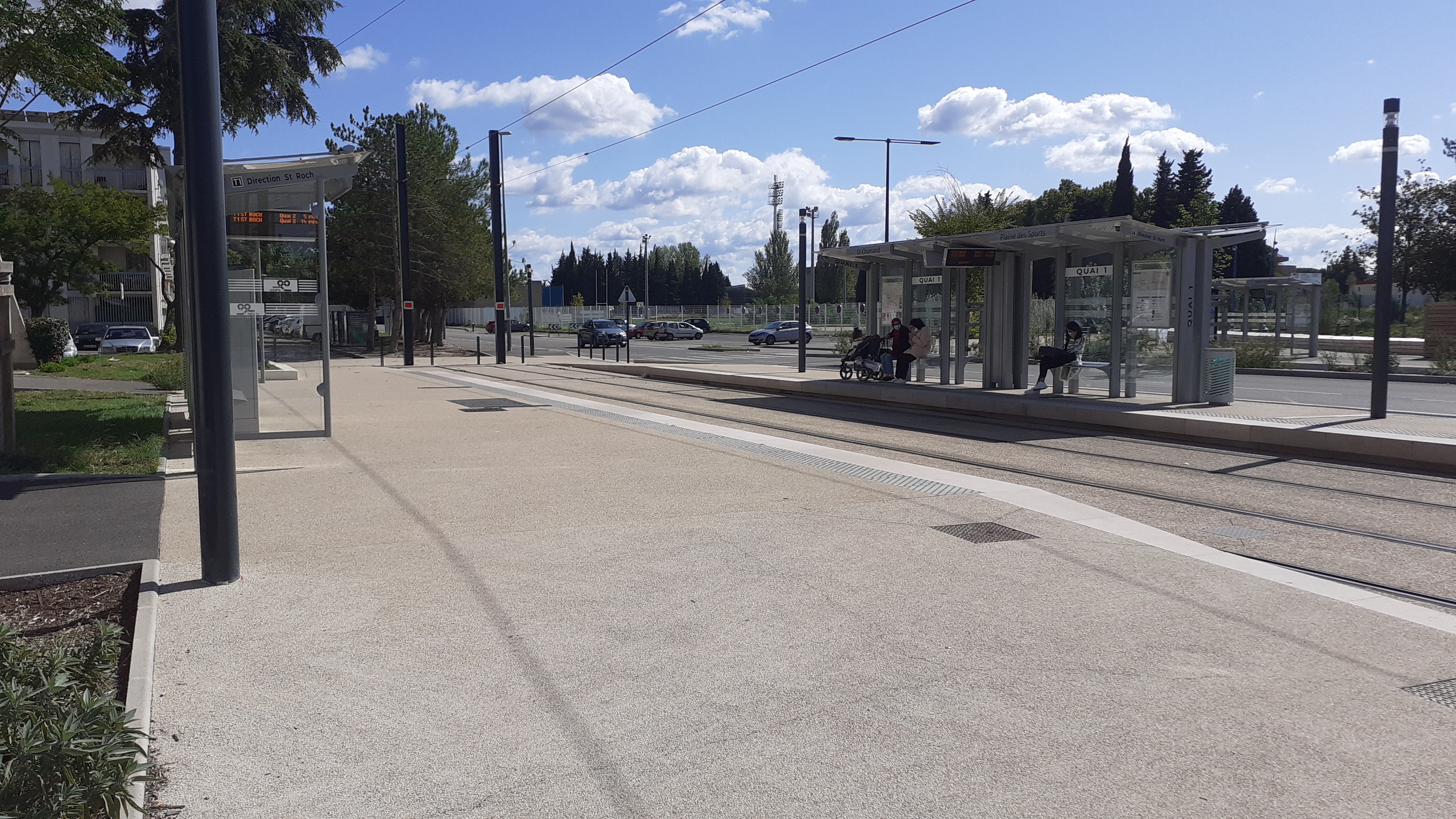
La station-terminus Saint-Chamand - Plaine des Sports.

### Dessertes
| Lieux desservis par les stations de la ligne T1 | Lieux desservis par les stations de la ligne T1 | Lieux desservis par les stations de la ligne T1 | Lieux desservis par les stations de la ligne T1 | Lieux desservis par les stations de la ligne T1                                   |
|                                                 |                                                 |                                                 | Station                                         | Lieux à proximité                                                                 |
| ----------------------------------------------- | ----------------------------------------------- | ----------------------------------------------- | ----------------------------------------------- | --------------------------------------------------------------------------------- |
|                                                 |                                                 |                                                 | Saint Roch Université des Métiers               | Hôtel de police - CFA Florentin Mouret - CFA UMRA - Voie verte                    |
|                                                 | •                                               |                                                 | Gare Centre République                          | Gare d'Avignon-Centre • Pôle d'Échange Multimodal d'Avignon • Cité Administrative |
|                                                 | •                                               |                                                 | Arrousaire Saint-Ruf                            |                                                                                   |
|                                                 | •                                               |                                                 | Place Saint-Ruf                                 | École Saint-Ruf • Ensemble scolaire Champfleury                                   |
|                                                 | •                                               |                                                 | Jouveau Stade Baizet                            | Stade Pierre Baizet • École Jean-Henri Fabre                                      |
|                                                 | •                                               |                                                 | Olivades                                        | École des Olivades                                                                |
|                                                 | •                                               |                                                 | Trillade Médiathèque                            | Médiathèque Jean-Louis Barrault                                                   |
|                                                 | •                                               |                                                 | Les Sources                                     |                                                                                   |
|                                                 | •                                               |                                                 | Barbière Cap Sud                                | Centre Commercial Cap Sud                                                         |
|                                                 | ■                                               |                                                 | Saint-Chamand Plaine des Sports                 | Plaine des Sports • Stade Nautique                                                |

### Galerie

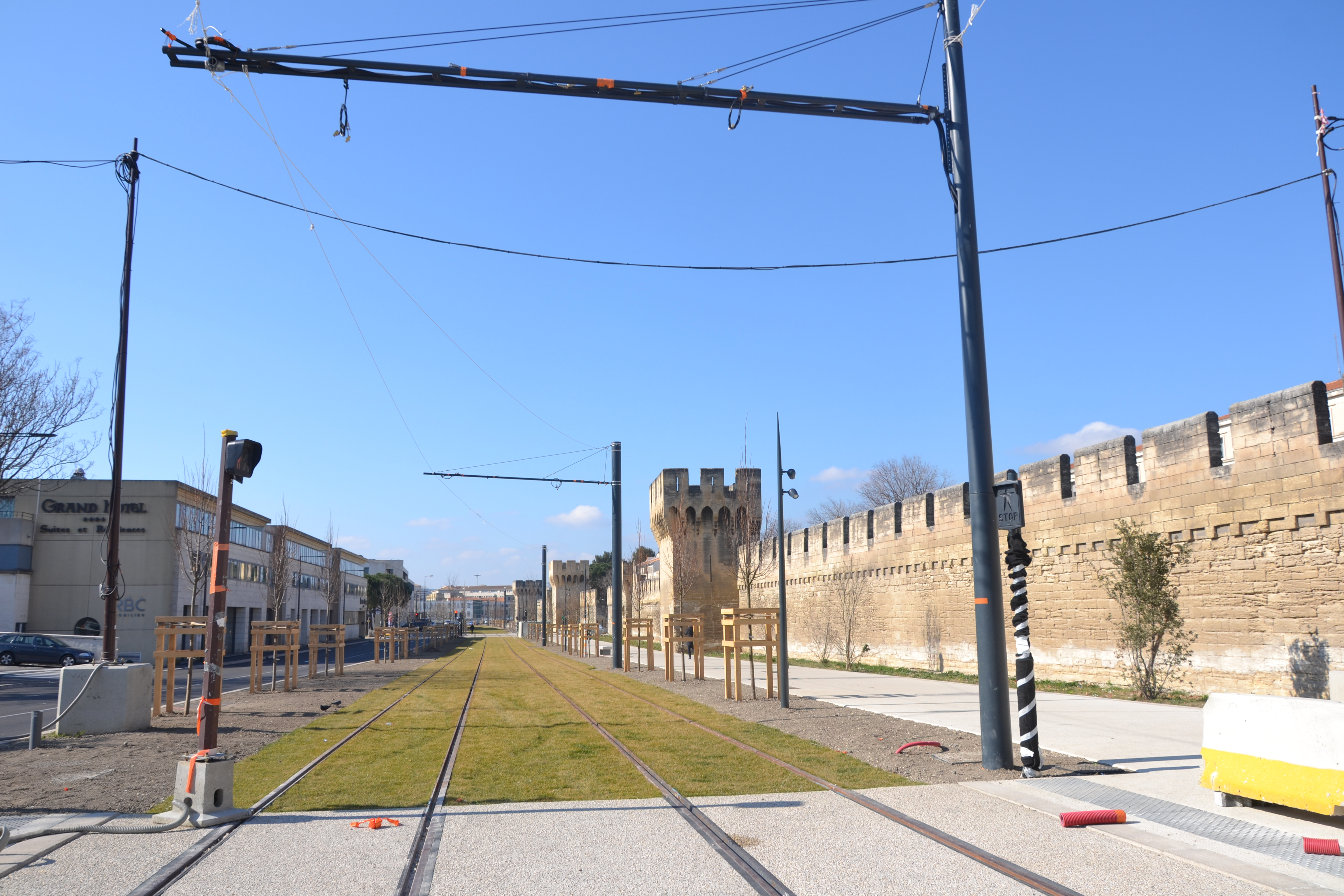
Voies sur le boulevard Saint-Roch.
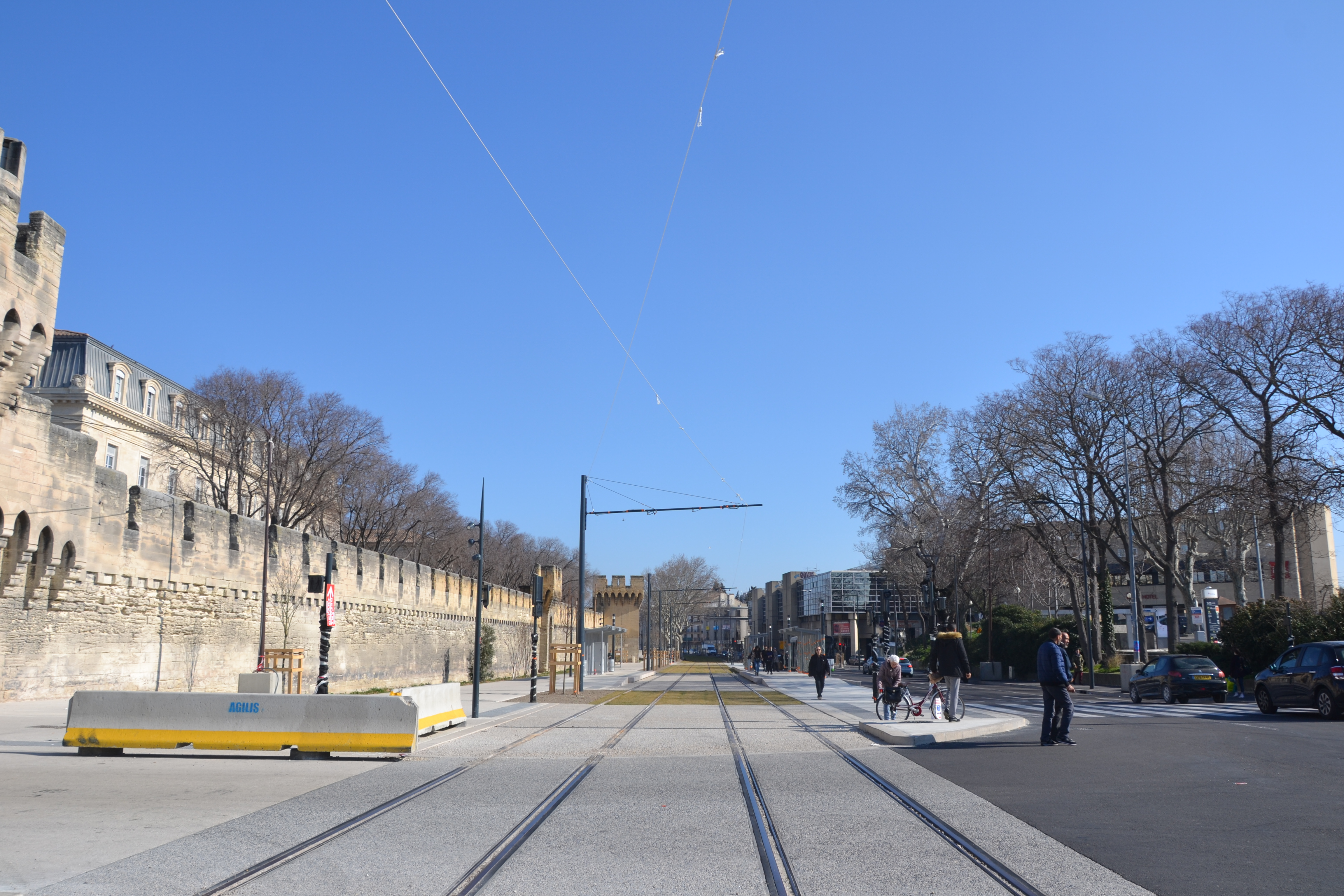
Quais de la station République - Gare Centre.
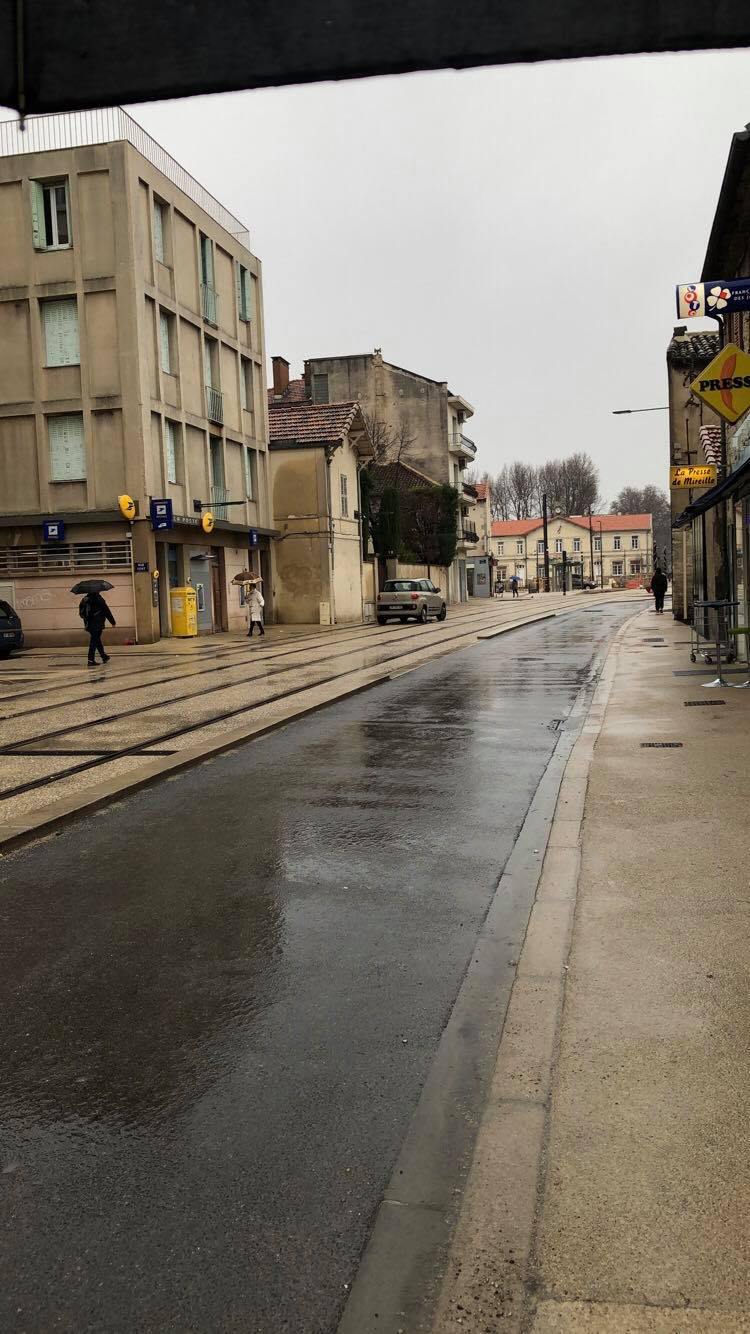
Voies sur l'avenue Saint-Ruf.
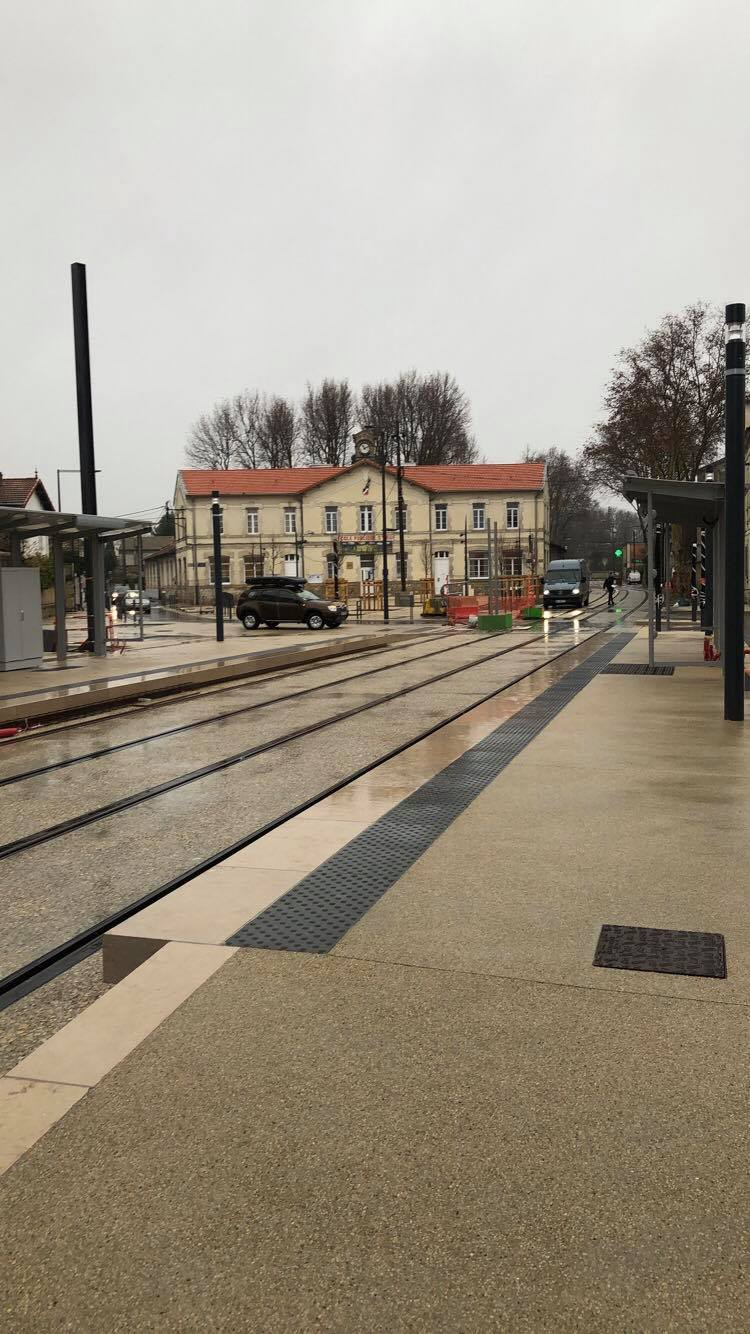
Quais de la station Place Saint-Ruf.
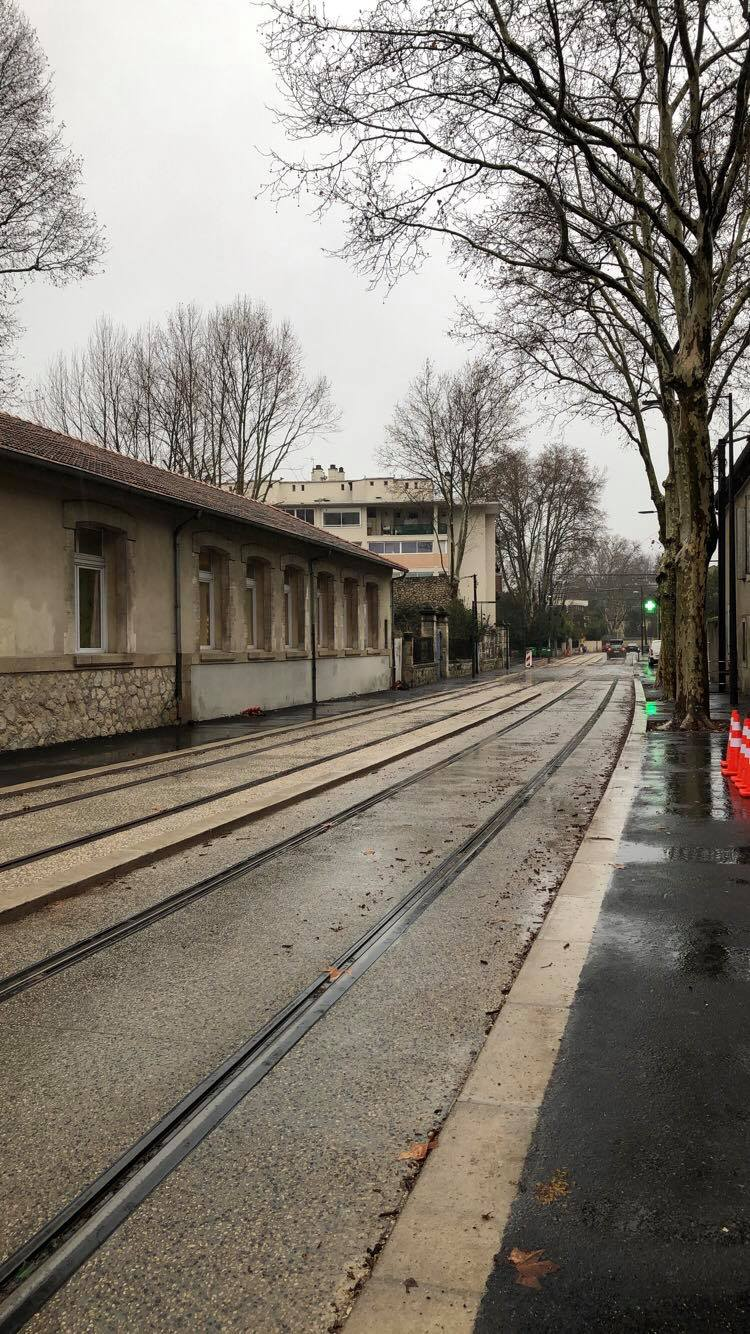
Voies sur l'avenue de Tarascon.
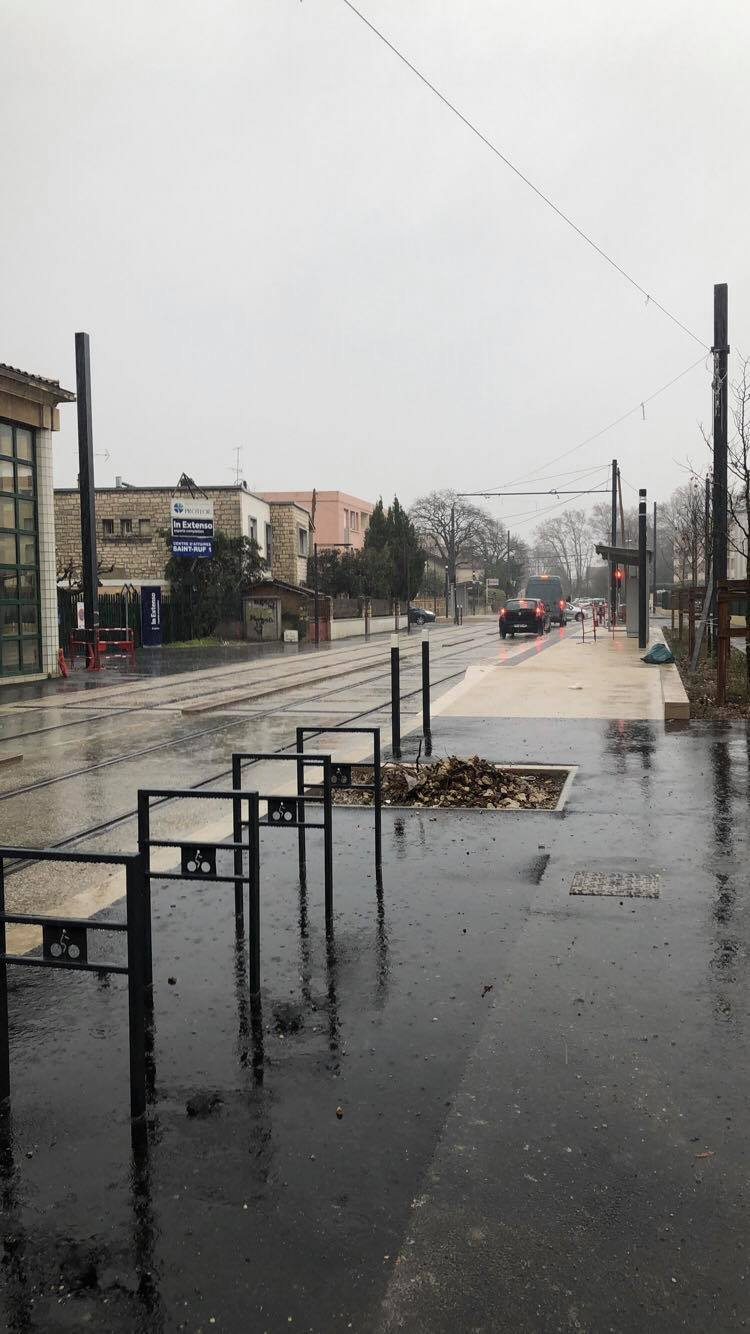
Arceaux à vélos à la station Jouveau - Stade Baizet.
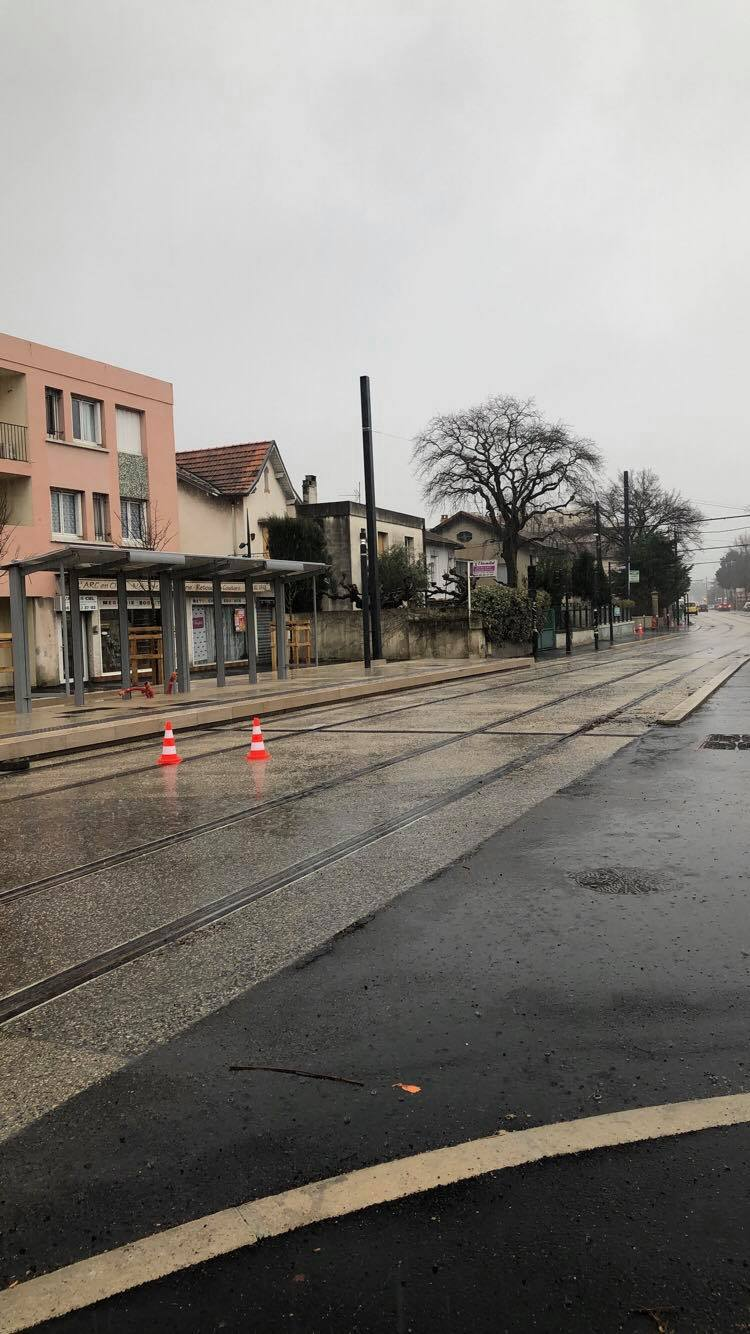
Quais de la station Jouveau - Stade Baizet.
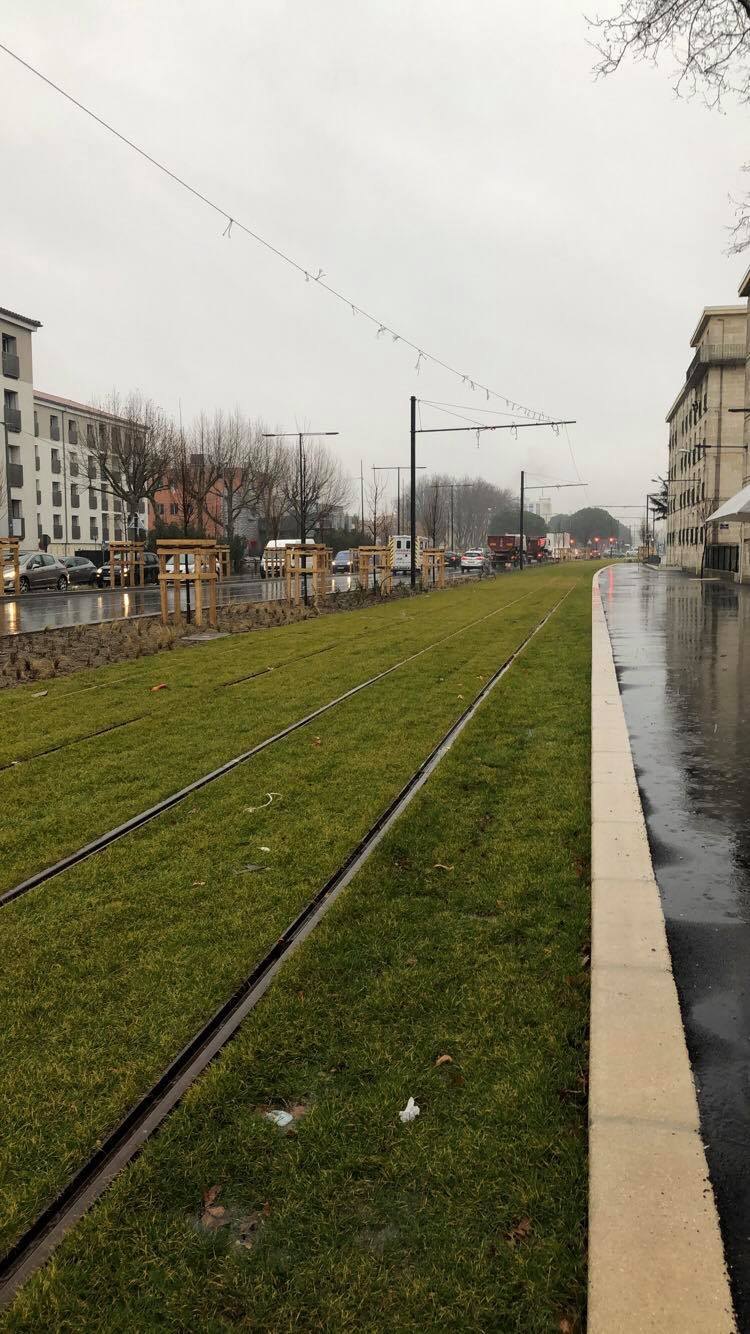
Voies sur la rocade Charles-de-Gaulle.

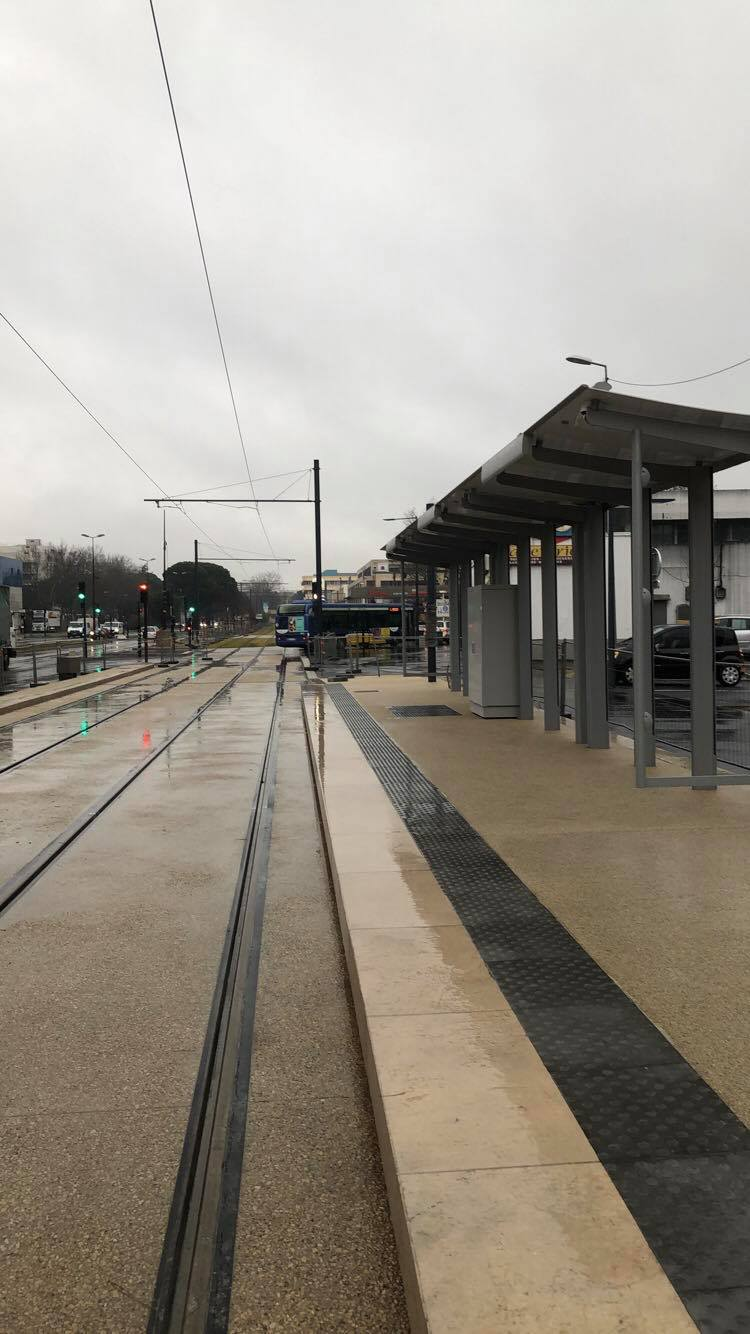
Quais de la station Trillade - Médiathèque.
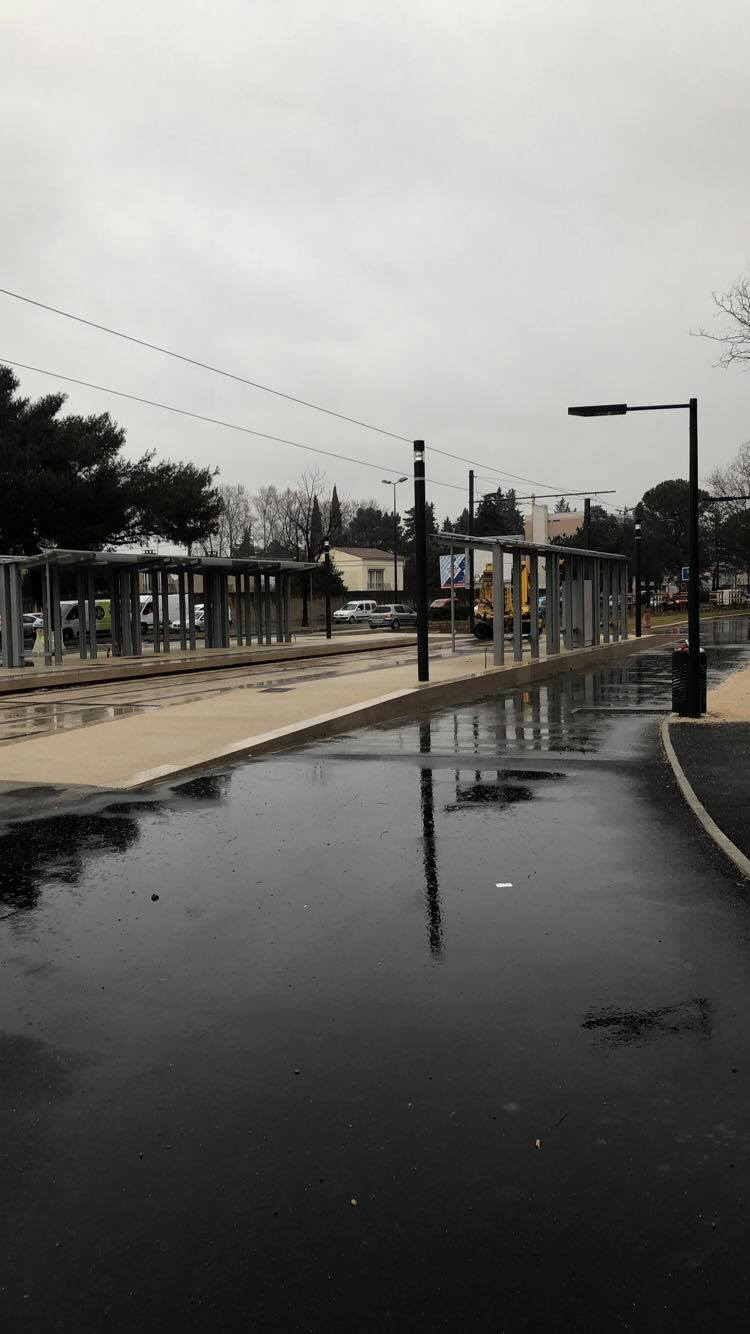
Quais de la station Les Sources.
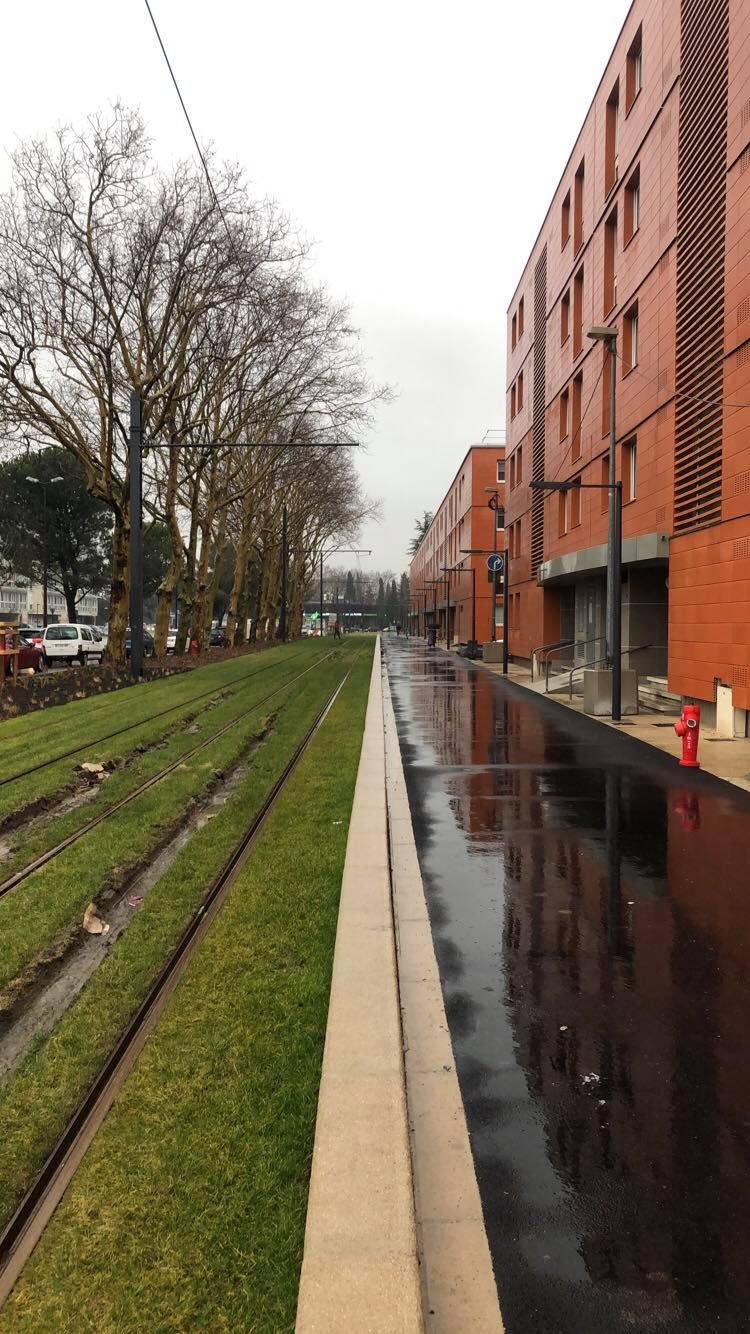
Voies sur la rocade Charles-de-Gaulle.
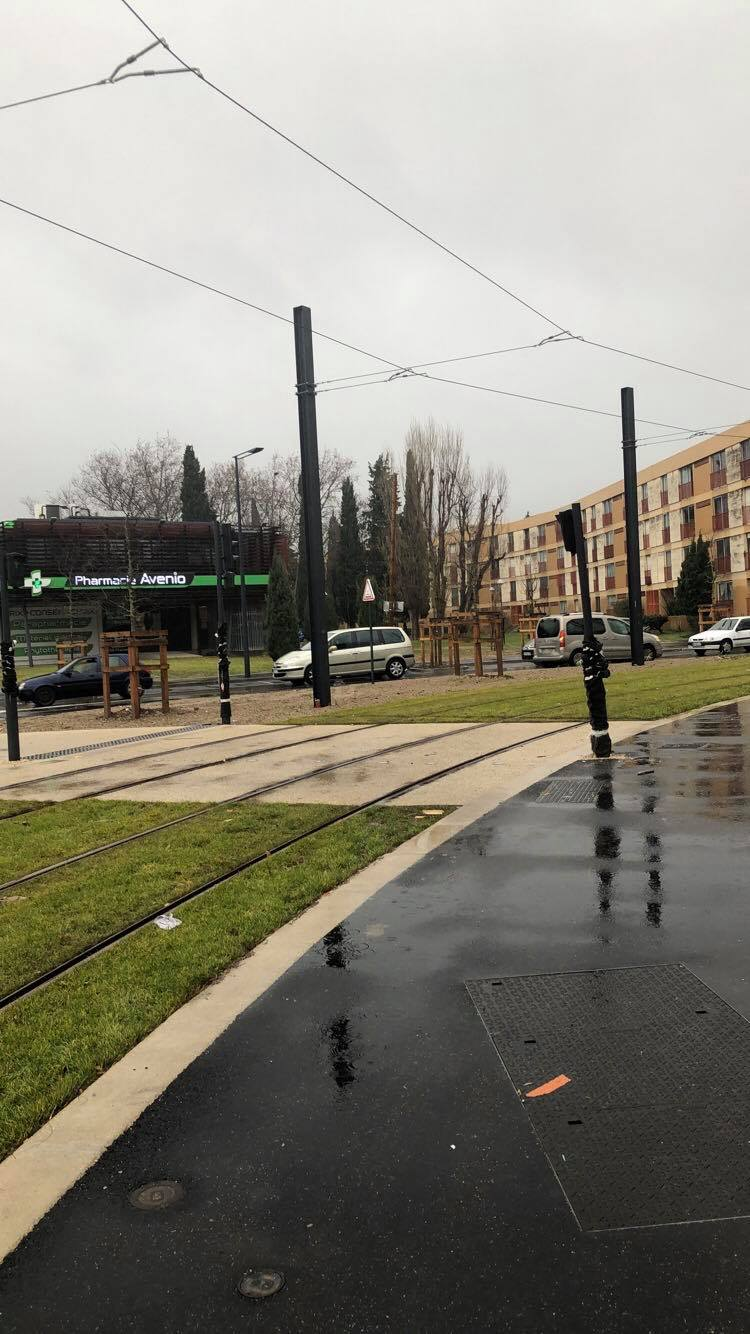
Voies sur l'avenue de la Croix-Rouge.
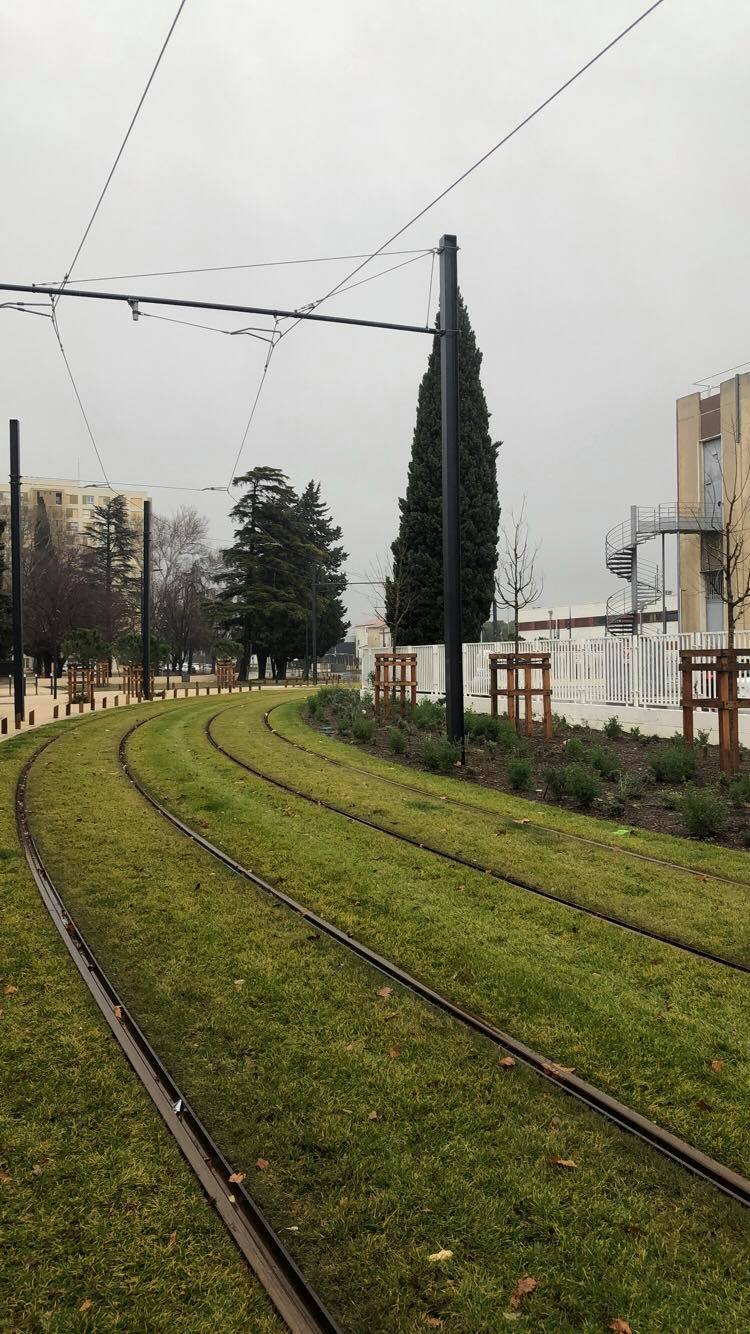
Voies sur l'avenue Richelieu.
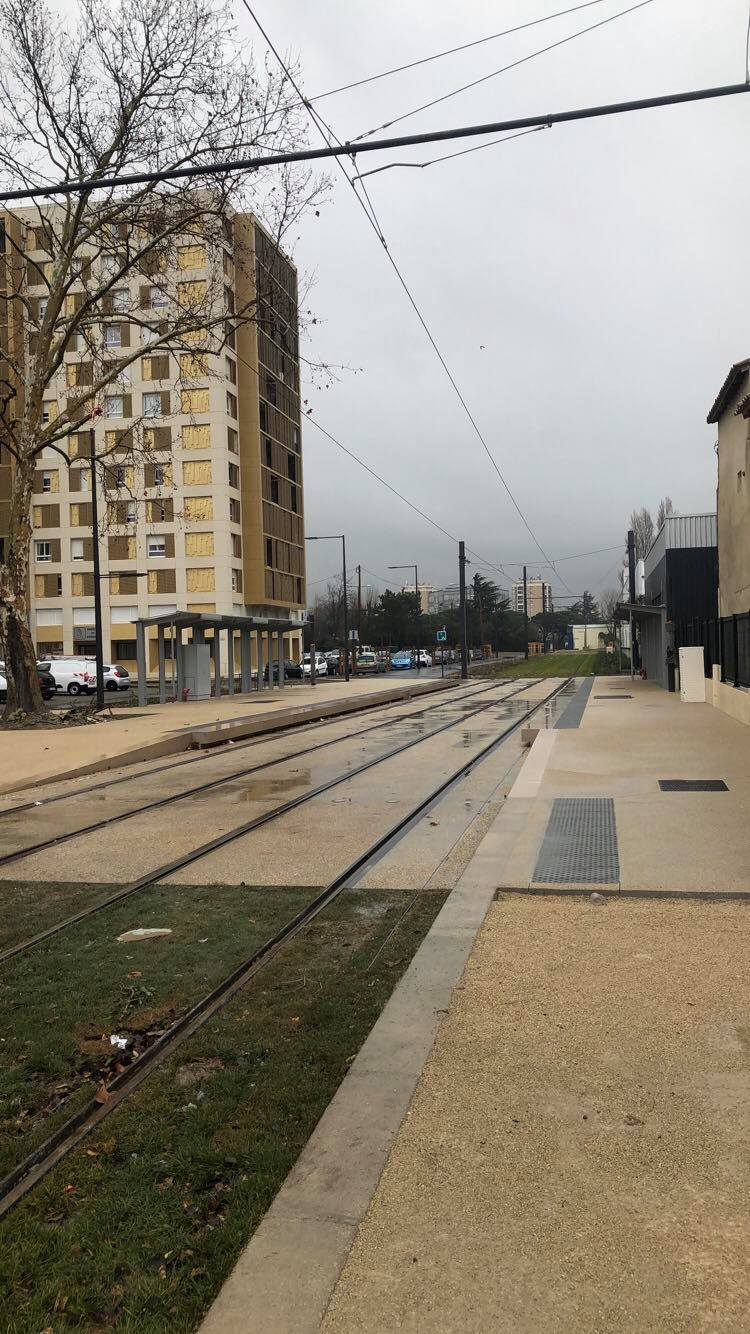
Quais de la station Barbière - Cap Sud.
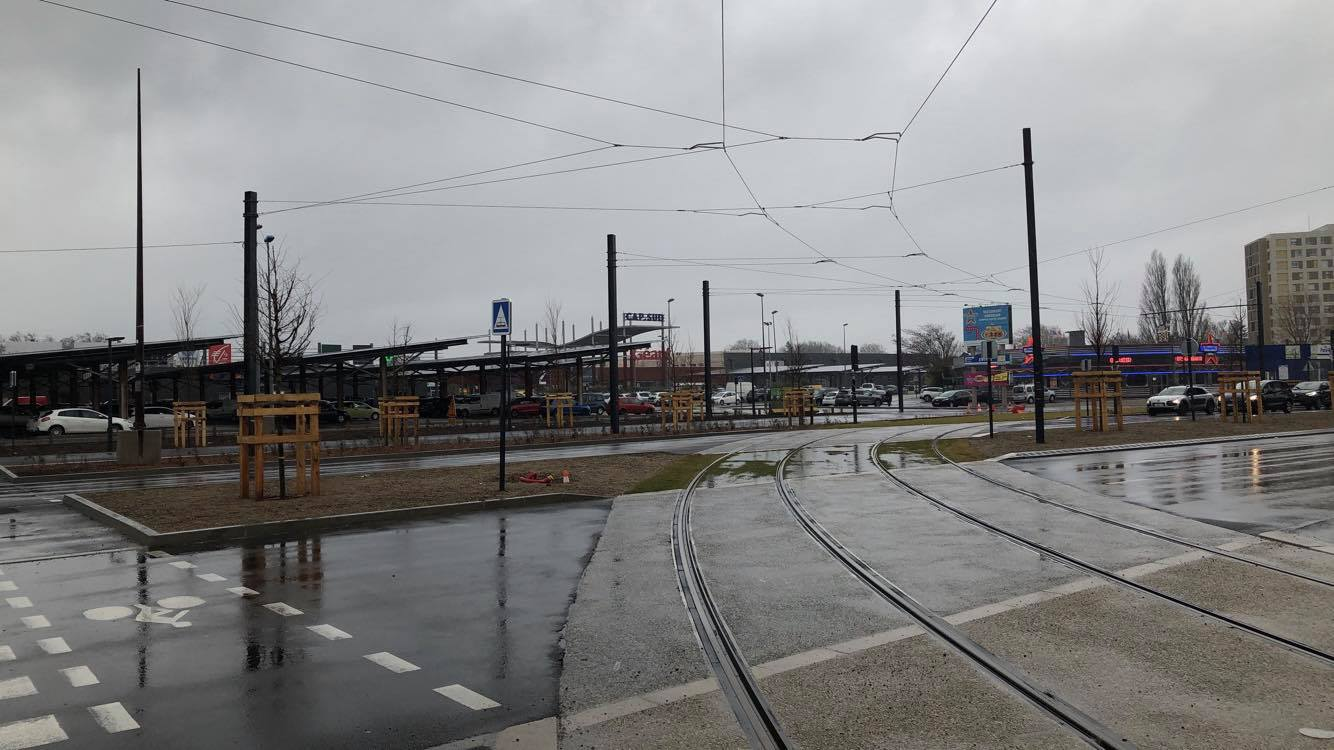
Voies sur l'avenue Pierre-Semard.
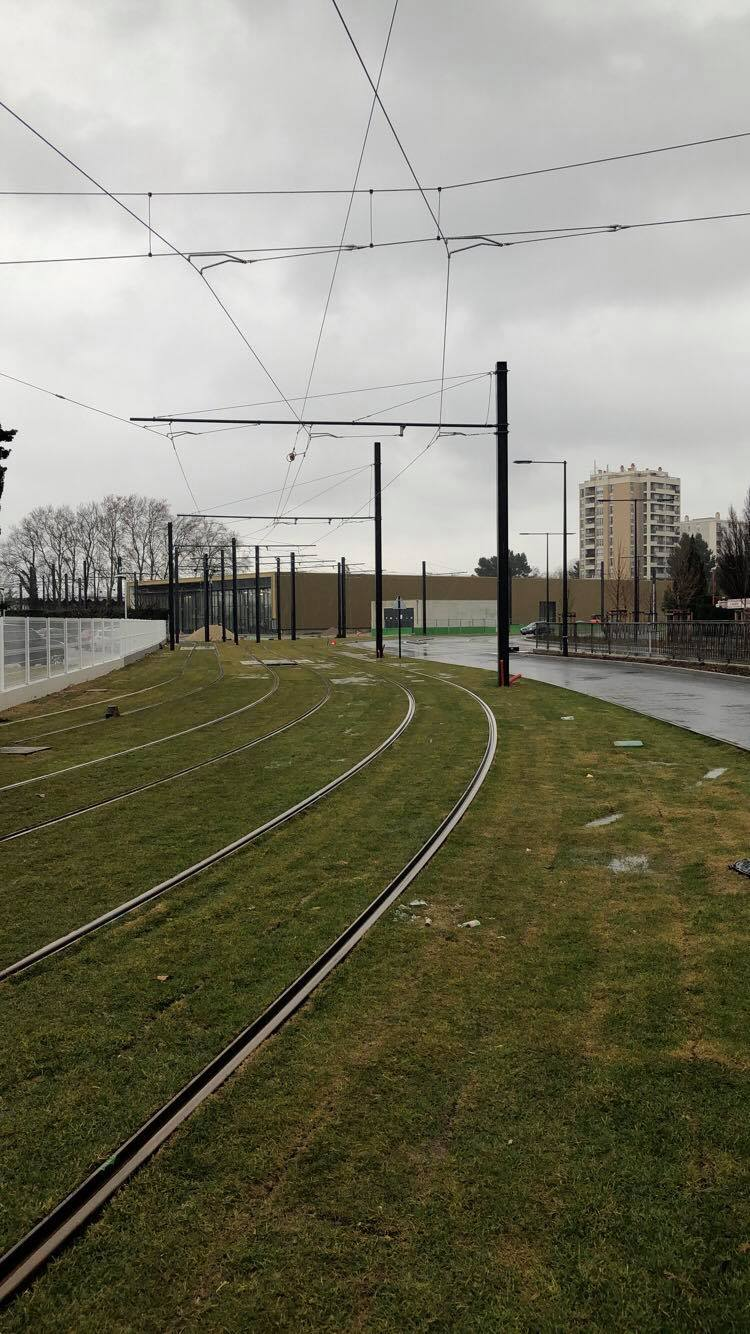
Voies et centre de maintenance sur l'avenue Pierre-de-Coubertin.

## Projets

### Prolongement jusqu'à l'Ile Piot
Un projet en réflexion prévoit de prolonger la ligne jusqu'à l'Ile Piot afin d'atteindre le parking relais et l'ile de la Barthelasse et de valoriser les allées de l'Oulle entre les remparts et le bord du Rhône.
Un prolongement vers Agroparc en passant par le nouvel écoquartier méditerranéen Bel Air et la zone d'activités de La Cristole est également envisagé.

## Exploitation

### Matériel roulant
Le 9 mars 2017, Jean-Marc Roubaud, alors président du Grand Avignon, signe un contrat avec Alstom pour un montant total de 25 millions d'euros.
Il prévoit la production pour 2019, de 14 rames Alstom Citadis de 24 mètres de long pouvant être agrandies directement au Centre de Maintenance à Avignon.
Les rames de couleur blanche ont été construites à l'usine Alstom de La Rochelle et sont livrées progressivement entre décembre 2018 et la fin d'année 2019 à Avignon.

### Ateliers
Les rames de la ligne sont entretenues au Centre d'Exploitation et de Maintenance de Saint-Chamand à Avignon sur l'ancien parking-relais des Maraîchers. Il est relié à la ligne T1 au niveau de la station Saint-Chamand - Plaine des Sports.